# Saint-Pierre-Lafeuille
Ne pas confondre avec Saint-Pierre-Toirac, autre commune du département français du Lot.
Saint-Pierre-Lafeuille est une commune française, située dans le centre du département du Lot en région Occitanie.
Elle est également dans le causse de Gramat, le plus vaste et le plus sauvage des quatre causses du Quercy.
Exposée à un climat océanique altéré, elle est drainée par le ruisseau de Laroque. La commune possède un patrimoine naturel remarquable composé d'une zone naturelle d'intérêt écologique, faunistique et floristique.
Saint-Pierre-Lafeuille est une commune rurale qui compte 398 habitants en 2022, après avoir connu une forte hausse de la population depuis 1968. Elle fait partie de l'aire d'attraction de Cahors. Ses habitants sont appelés les Saint-Pierriens ou  Saint-Pierriennes.

## Géographie

### Localisation
Commune du Quercy située sur la route départementale D 820 (ancienne RN 20), à 10 kilomètres au nord de Cahors, et 90 kilomètres au sud de Brive-la-Gaillarde (Corrèze). Elle est également accessible par l'autoroute A20 (sortie  57 Cahors-Nord).

### Communes limitrophes
Les communes limitrophes sont  Bellefont-La Rauze, Cahors, Calamane et Maxou.
|          | Maxou                  |                    |
| Calamane | Saint-Pierre-Lafeuille | Bellefont-La Rauze |
|          | Cahors                 |                    |

### Relief et altitude
Le village se situe sur une crête au-dessus de la vallée du Lot.
Son altitude varie de 154 mètres NGF au ruisseau de Bellefont, jusqu'à 361 mètres au presbytère.

### Climat
Pour des articles plus généraux, voir Climat de l'Occitanie et Climat du Lot.
En 2010, le climat de la commune est de type climat océanique altéré, selon une étude s'appuyant sur une série de données couvrant la période 1971-2000. En 2020, Météo-France publie une typologie des climats de la France métropolitaine dans laquelle la commune est toujours exposée à un climat océanique altéré et est dans une zone de transition entre les régions climatiques « Aquitaine, Gascogne » et « Ouest et nord-ouest du Massif Central ». La première est caractérisée par une pluviométrie abondante au printemps, modérée en automne, un faible ensoleillement au printemps, un été chaud (19,5 °C), des vents faibles, des brouillards fréquents en automne et en hiver et des orages fréquents en été (15 à 20 jours).  La seconde présente une pluviométrie annuelle de 900 à 1 500 mm, maximale en automne et en hiver.
Pour la période 1971-2000, la température annuelle moyenne est de 12,2 °C, avec une amplitude thermique annuelle de 15,4 °C. Le cumul annuel moyen de précipitations est de 888 mm, avec 10,9 jours de précipitations en janvier et 6,4 jours en juillet. Pour la période 1991-2020, la température moyenne annuelle observée sur la station météorologique la plus proche, située sur la commune du Montat à 16 km à vol d'oiseau, est de 13,3 °C et le cumul annuel moyen de précipitations est de 824,6 mm,. Pour l'avenir, les paramètres climatiques de la commune estimés pour 2050 selon différents scénarios d’émission de gaz à effet de serre sont consultables sur un site dédié publié par Météo-France en novembre 2022.

### Milieux naturels et biodiversité

#### Espaces protégés
La protection réglementaire est le mode d’intervention le plus fort pour préserver des espaces naturels remarquables et leur biodiversité associée,.
La commune est dans le périmètre du « géoparc des causses du Quercy », classé Géoparc en mai 2017 et appartenant dès lors au réseau mondial des Géoparcs, soutenu par l’UNESCO,.

#### Zones naturelles d'intérêt écologique, faunistique et floristique

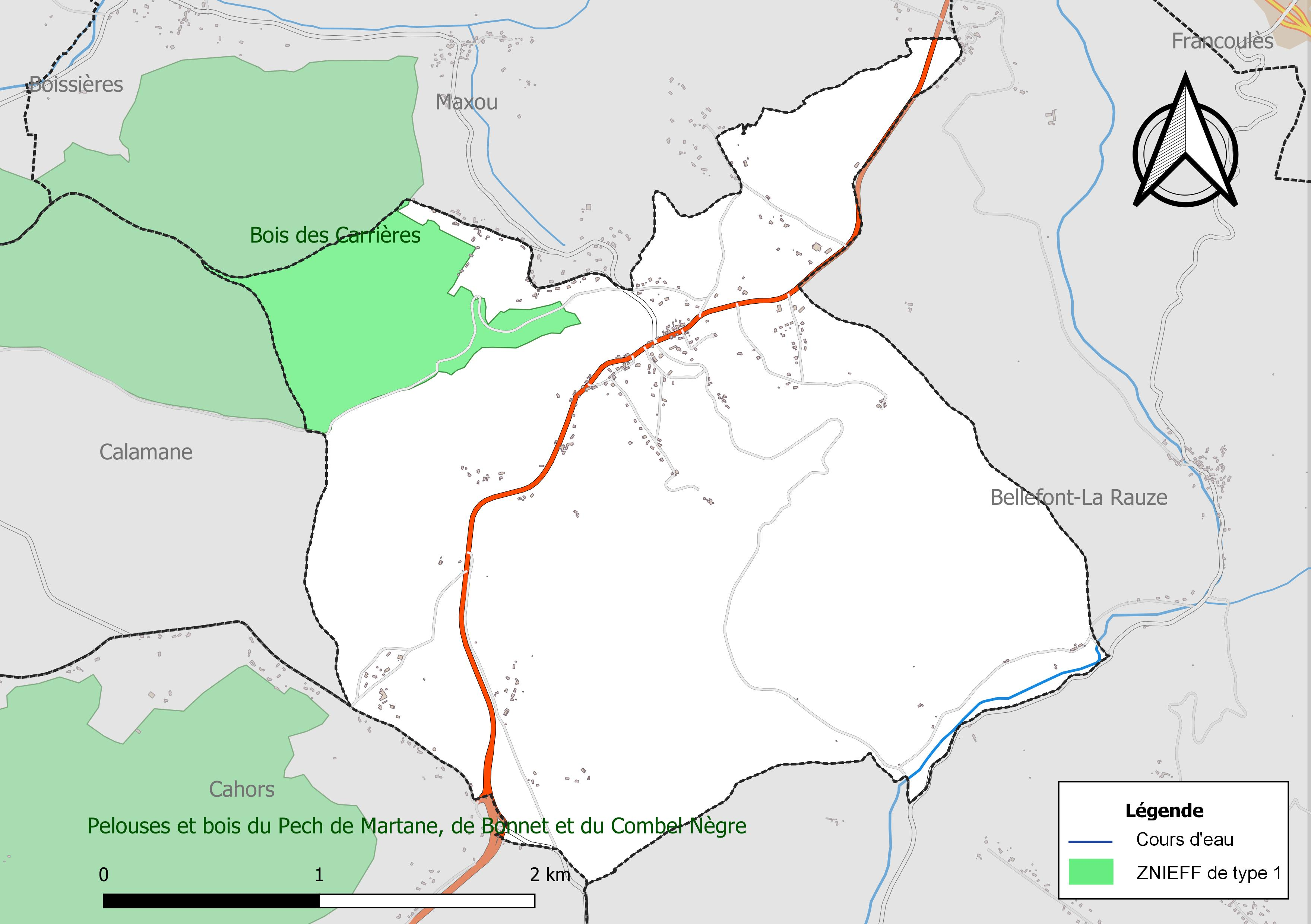
Carte de la ZNIEFF de type 1 localisée sur la commune.

L’inventaire des zones naturelles d'intérêt écologique, faunistique et floristique (ZNIEFF) a pour objectif de réaliser une couverture des zones les plus intéressantes sur le plan écologique, essentiellement dans la perspective d’améliorer la connaissance du patrimoine naturel national et de fournir aux différents décideurs un outil d’aide à la prise en compte de l’environnement dans l’aménagement du territoire.
Une ZNIEFF de type 1 est recensée sur la commune :
le « bois des carrières » (313 ha), couvrant 4 communes du département.

## Urbanisme

### Typologie
Au 1er janvier 2024, Saint-Pierre-Lafeuille est catégorisée commune rurale à habitat dispersé, selon la nouvelle grille communale de densité à sept niveaux définie par l'Insee en 2022.
Elle est située hors unité urbaine. Par ailleurs la commune fait partie de l'aire d'attraction de Cahors, dont elle est une commune de la couronne,. Cette aire, qui regroupe 78 communes, est catégorisée dans les aires de 50 000 à moins de 200 000 habitants,.

### Occupation des sols
L'occupation des sols de la commune, telle qu'elle ressort de la base de données européenne d’occupation biophysique des sols Corine Land Cover (CLC), est marquée par l'importance des forêts et milieux semi-naturels (75,9 % en 2018), en diminution par rapport à 1990 (77,9 %). La répartition détaillée en 2018 est la suivante : 
forêts (60,5 %), milieux à végétation arbustive et/ou herbacée (15,3 %), zones agricoles hétérogènes (9,6 %), prairies (9,2 %), zones urbanisées (5,4 %). L'évolution de l’occupation des sols de la commune et de ses infrastructures peut être observée sur les différentes représentations cartographiques du territoire : la carte de Cassini (XVIIIe siècle), la carte d'état-major (1820-1866) et les cartes ou photos aériennes de l'IGN pour la période actuelle (1950 à aujourd'hui).

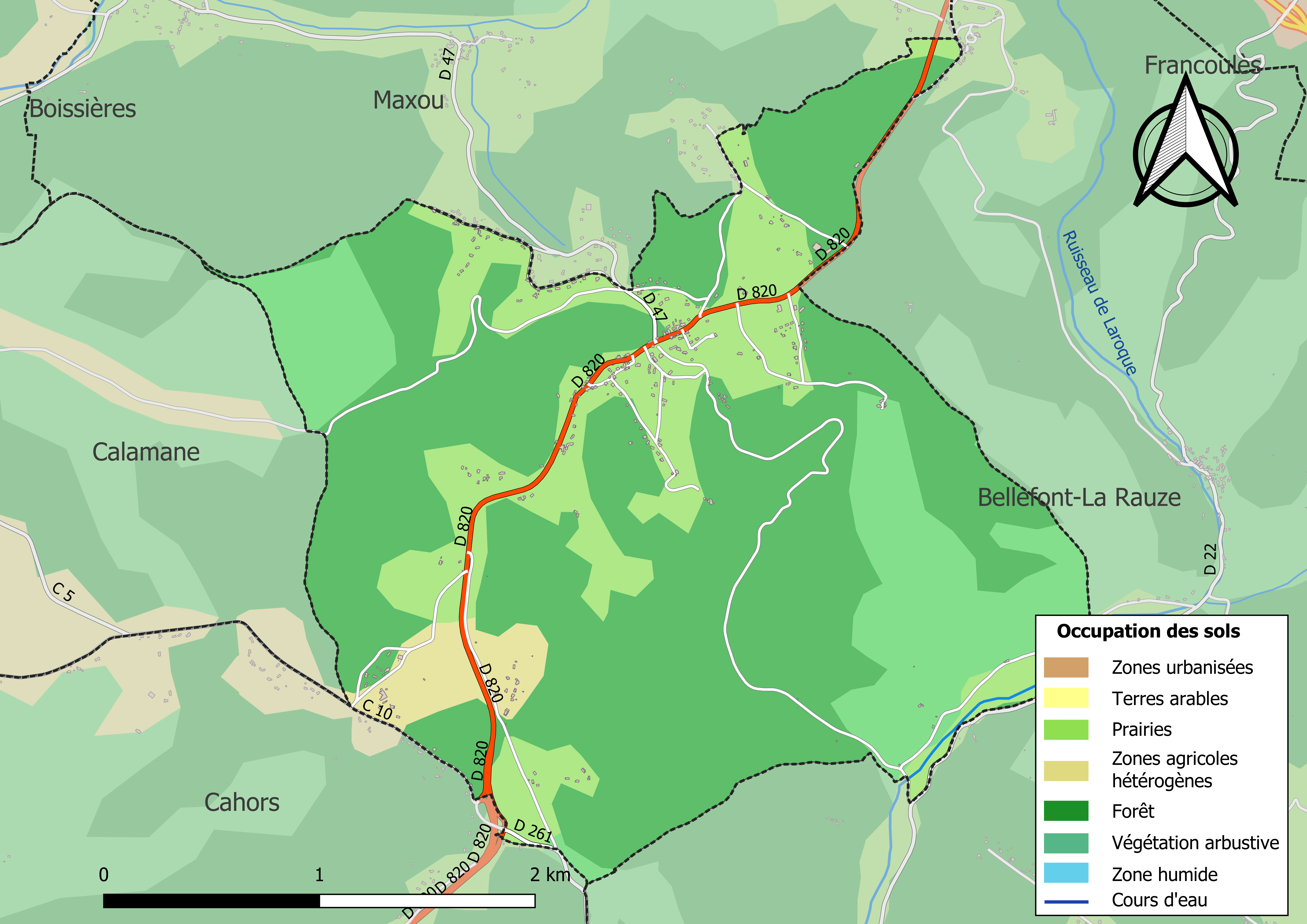
Carte des infrastructures et de l'occupation des sols de la commune en 2018 (CLC).

### Risques majeurs
Le territoire de la commune de Saint-Pierre-Lafeuille est vulnérable à différents aléas naturels : météorologiques (tempête, orage, neige, grand froid, canicule ou sécheresse), inondations, feux de forêts, mouvements de terrains et séisme (sismicité très faible). Il est également exposé à un risque technologique, le transport de matières dangereuses. Un site publié par le BRGM permet d'évaluer simplement et rapidement les risques d'un bien localisé soit par son adresse soit par le numéro de sa parcelle.

#### Risques naturels
Certaines parties du territoire communal sont susceptibles d’être affectées par le risque d’inondation par débordement de cours d'eau, notamment La cartographie des zones inondables en ex-Midi-Pyrénées réalisée dans le cadre du XIe Contrat de plan État-région, visant à informer les citoyens et les décideurs sur le risque d’inondation, est accessible sur le site de la DREAL Occitanie. La commune a été reconnue en état de catastrophe naturelle au titre des dommages causés par les inondations et coulées de boue survenues en 1982, 1996 et 1999,.
Saint-Pierre-Lafeuille est exposée au risque de feu de forêt du fait de la présence sur son territoire du massif de la Moyenne vallée du Lot. Un plan départemental de protection des forêts contre les incendies a été approuvé par arrêté préfectoral le 30 novembre 2015 pour la période 2015-2025. Les propriétaires doivent ainsi couper les broussailles, les arbustes et les branches basses sur une profondeur de 50 mètres, aux abords des constructions, chantiers, travaux et installations de toute nature, situées à moins de 200 mètres de terrains en nature
de bois, forêts, plantations, reboisements, landes ou friches. Le brûlage des déchets issus de l’entretien des parcs et jardins des ménages et des collectivités est interdit. L’écobuage est également interdit, ainsi que les feux de type méchouis et barbecues, à l’exception de ceux prévus dans des installations fixes (non situées sous couvert d'arbres) constituant une dépendance d'habitation.

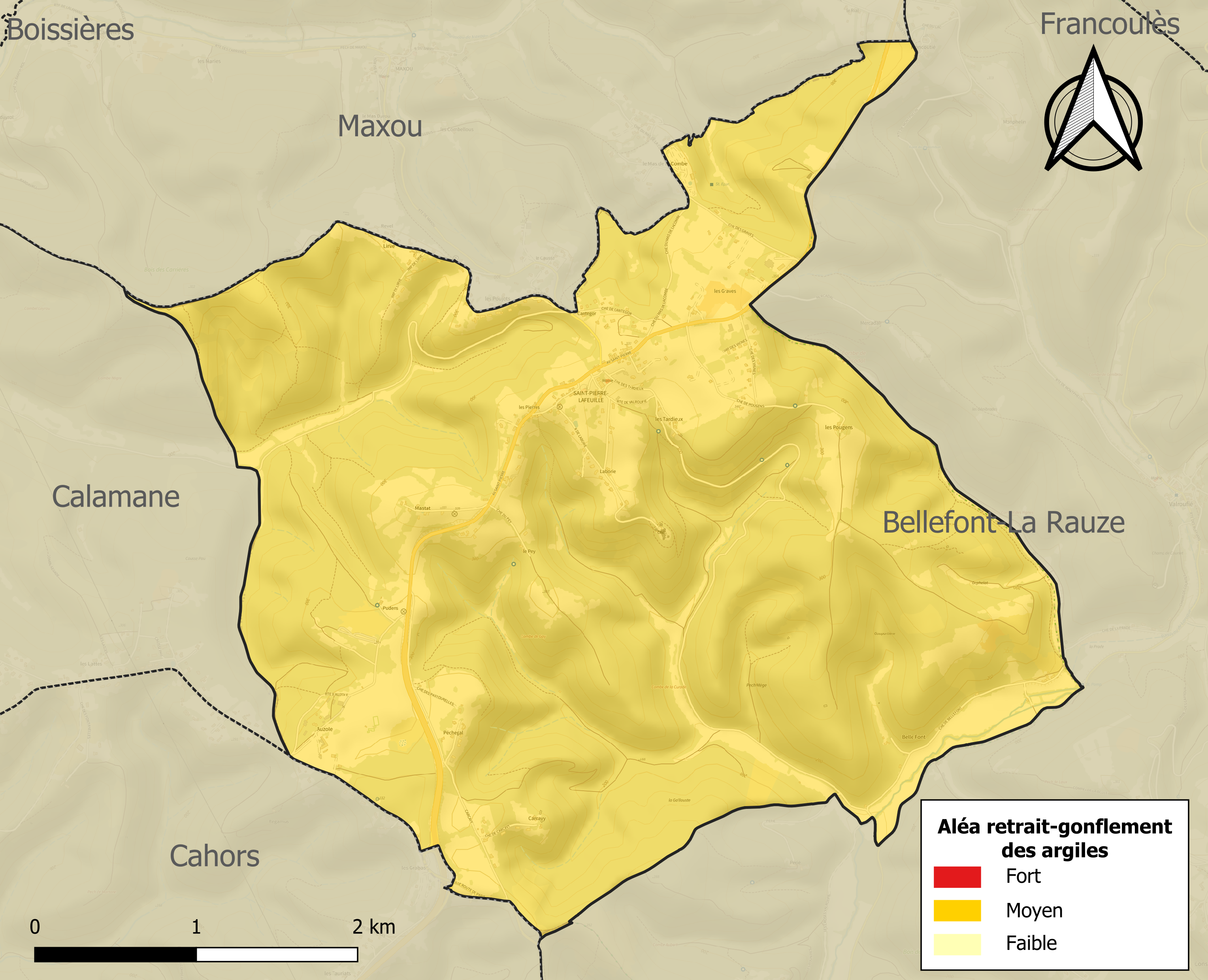
Carte des zones d'aléa retrait-gonflement des sols argileux de Saint-Pierre-Lafeuille.

Les mouvements de terrains susceptibles de se produire sur la commune sont des affaissements et effondrements liés aux cavités souterraines (hors mines), des éboulements, chutes de pierres et de blocs, des glissements de terrain et des tassements différentiels. Par ailleurs, afin de mieux appréhender le risque d’affaissement de terrain, l'inventaire national des cavités souterraines permet de localiser celles situées sur la commune.
Le retrait-gonflement des sols argileux est susceptible d'engendrer des dommages importants aux bâtiments en cas d’alternance de périodes de sécheresse et de pluie. La totalité de la commune est en aléa moyen ou fort (67,7 % au niveau départemental et 48,5 % au niveau national). Sur les 166 bâtiments dénombrés sur la commune en 2019, 166 sont en aléa moyen ou fort, soit 100 %, à comparer aux 72 % au niveau départemental et 54 % au niveau national. Une cartographie de l'exposition du territoire national au retrait gonflement des sols argileux est disponible sur le site du BRGM,.
Par ailleurs, afin de mieux appréhender le risque d’affaissement de terrain, l'inventaire national des cavités souterraines permet de localiser celles situées sur la commune.
Concernant les mouvements de terrains, la commune a été reconnue en état de catastrophe naturelle au titre des dommages causés par la sécheresse en 1989, 2011 et 2019 et par des mouvements de terrain en 1999.

#### Risques technologiques
Le risque de transport de matières dangereuses sur la commune est lié à sa traversée par une route à fort trafic et une ligne de chemin de fer. Un accident se produisant sur de telles infrastructures est susceptible d’avoir des effets graves sur les biens, les personnes ou l'environnement, selon la nature du matériau transporté. Des dispositions d’urbanisme peuvent être préconisées en conséquence.

## Toponymie
Le toponyme Saint-Pierre-Lafeuille, en occitan Sent Peire, est basé sur l'hagiotoponyme chrétien qui fait référence à l'apôtre Pierre ou à un autre saint Pierre. Lafeuille est soit basé sur le gentilce Folius soit qualifie un bois épais.

## Histoire
La commune de Saint-Pierre-Lafeuille a été créée le 12 janvier 1951, en se séparant de Maxou,. La première réunion du conseil municipal de la nouvelle commune s'est tenue le 21 janvier 1951, en présence de onze élus :
- Alain Aymard (1951-1959);
- Albert Bornes, maire adjoint (1951-1965);
- Laurent Bouyssou (1951-1965);
- Gabriel Cassan (1951-1965);
- Charles Cazard (1951-1965);
- Paul Couderc (1951-1965);
- Louis Croc (1951-1965, puis 1971-1977);
- Gabriel Gaussères (1951-1953);
- Marcel Moncoutié, maire (1951-1965);
- Maurice Rigal (1951-1965);
- Pierre Rigal (1951-1965).

Un odonyme local, la « place du 21-Janvier-1951 » rappelle cet événement.

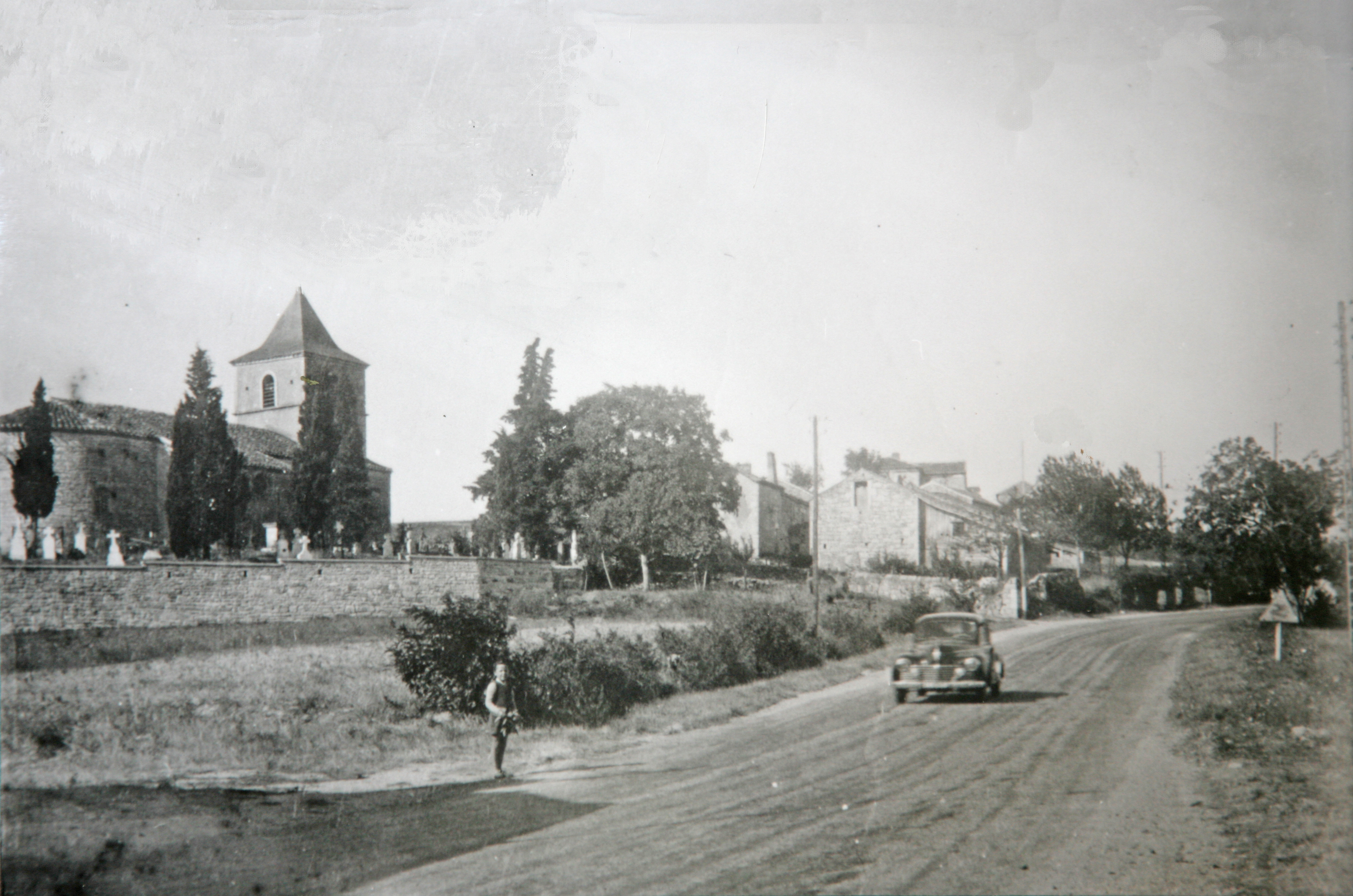
Saint-Pierre-Lafeuille dans les années 1950.

## Politique et administration
| Période                                  | Période   | Identité        | Étiquette | Qualité         |
| ---------------------------------------- | --------- | --------------- | --------- | --------------- |
| mars 1977                                | mars 1995 | Manuela Gélard  | DVG       |                 |
| mars 1995                                | mai 2020  | Joël Gilbert    |           | restaurateur    |
| mai 2020                                 | En cours  | Frédéric Bonnet | SE        | Géomètre-Expert |
| Les données manquantes sont à compléter. |           |                 |           |                 |

## Démographie
L'évolution du nombre d'habitants est connue à travers les recensements de la population effectués dans la commune depuis 1793. Pour les communes de moins de 10 000 habitants, une enquête de recensement portant sur toute la population est réalisée tous les cinq ans, les populations de référence des années intermédiaires étant quant à elles estimées par interpolation ou extrapolation. Pour la commune, le premier recensement exhaustif entrant dans le cadre du nouveau dispositif a été réalisé en 2008.

En 2022, la commune comptait 398 habitants, en évolution de +8,15 % par rapport à 2016 (Lot : +1,31 %, France hors Mayotte : +2,11 %).
| 1793 | 1954 | 1962 | 1968 | 1975 | 1982 | 1990 | 1999 | 2006 |
| ---- | ---- | ---- | ---- | ---- | ---- | ---- | ---- | ---- |
| 245  | 102  | 113  | 94   | 123  | 182  | 217  | 292  | 331  |

| 2008 | 2013 | 2018 | 2022 | - | - | - | - | - |
| ---- | ---- | ---- | ---- | - | - | - | - | - |
| 342  | 375  | 365  | 398  | - | - | - | - | - |

## Économie

### Revenus
En 2018, la commune compte 146 ménages fiscaux, regroupant 335 personnes. La médiane du revenu disponible par unité de consommation est de 20 780 € (20 740 € dans le département).

### Emploi
|                | 2008  | 2013  | 2018  |
| -------------- | ----- | ----- | ----- |
| Commune        | 6,4 % | 5,8 % | 5,9 % |
| Département    | 7,3 % | 8,9 % | 9,6 % |
| France entière | 8,3 % | 10 %  | 10 %  |

En 2018, la population âgée de 15 à 64 ans s'élève à 219 personnes, parmi lesquelles on compte 77,2 % d'actifs (71,2 % ayant un emploi et 5,9 % de chômeurs) et 22,8 % d'inactifs,. Depuis 2008, le taux de chômage communal (au sens du recensement) des 15-64 ans est inférieur à celui de la France et du département.
La commune fait partie de la couronne de l'aire d'attraction de Cahors, du fait qu'au moins 15 % des actifs travaillent dans le pôle,. Elle compte 82 emplois en 2018, contre 74 en 2013 et 96 en 2008. Le nombre d'actifs ayant un emploi résidant dans la commune est de 157, soit un indicateur de concentration d'emploi de 52,5 % et un taux d'activité parmi les 15 ans ou plus de 57 %.
Sur ces 157 actifs de 15 ans ou plus ayant un emploi, 24 travaillent dans la commune, soit 15 % des habitants. Pour se rendre au travail, 90,4 % des habitants utilisent un véhicule personnel ou de fonction à quatre roues, 1,3 % s'y rendent en deux-roues, à vélo ou à pied et 8,3 % n'ont pas besoin de transport (travail au domicile).

### Activités hors agriculture
28 établissements sont implantés  à Saint-Pierre-Lafeuille au 31 décembre 2019.
Le secteur du commerce de gros et de détail, des transports, de l'hébergement et de la restauration est prépondérant sur la commune puisqu'il représente 50 % du nombre total d'établissements de la commune (14 sur les 28 entreprises implantées  à Saint-Pierre-Lafeuille), contre 29,9 % au niveau départemental.

### Agriculture
Le nombre d'exploitations agricoles en activité et ayant leur siège dans la commune est de 1 lors du recensement agricole de 2020 et la surface agricole utilisée de 754 ha,.

## Culture locale et patrimoine

### Lieux et monuments
- Château de Roussillon : château fort du XIIIe siècle et XVe siècle inscrit au titre des monuments historiques en 1929[33] (propriété privée).
- Église Saint-Pierre-ès-Liens de Saint-Pierre-Lafeuille.

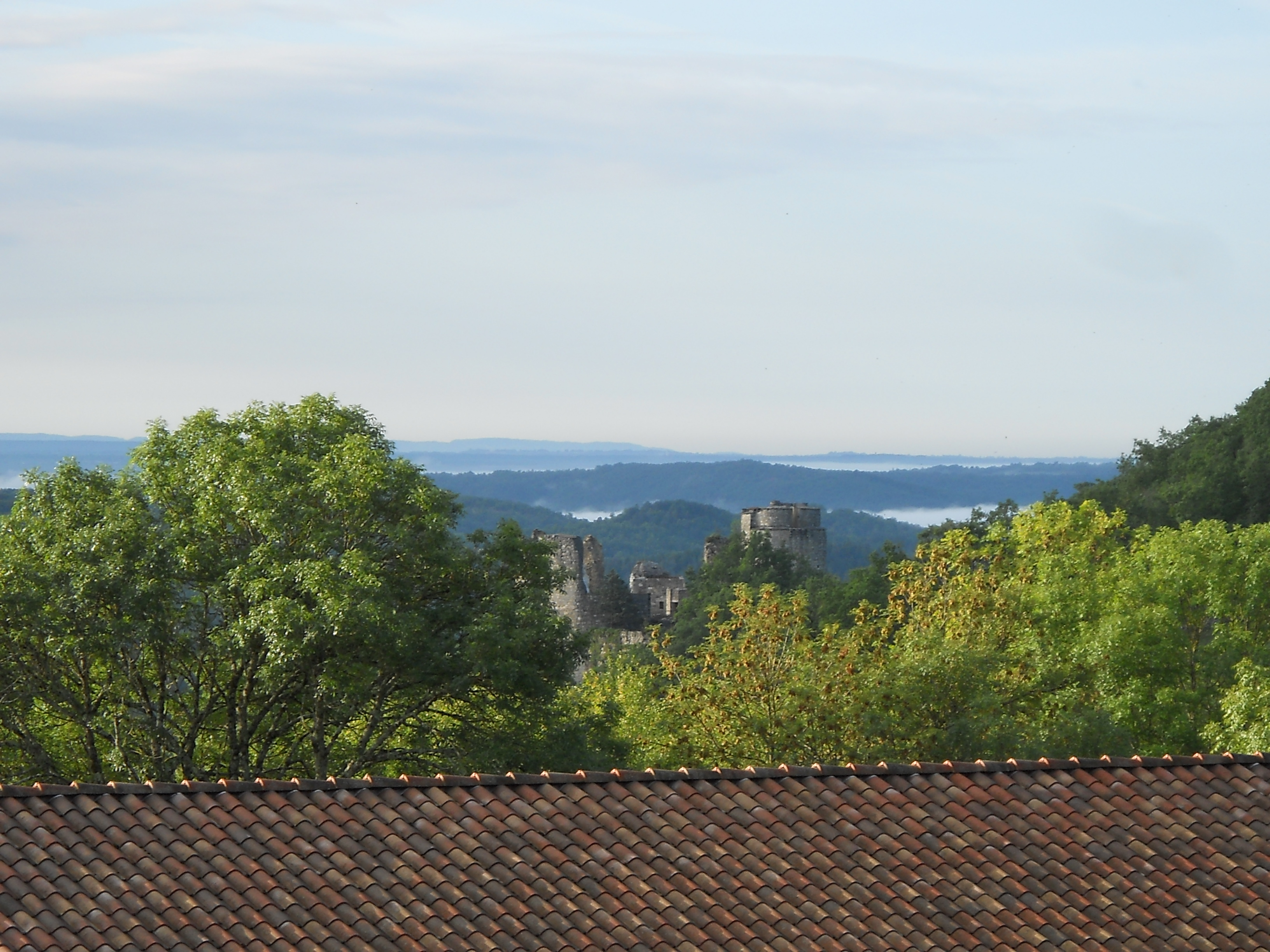
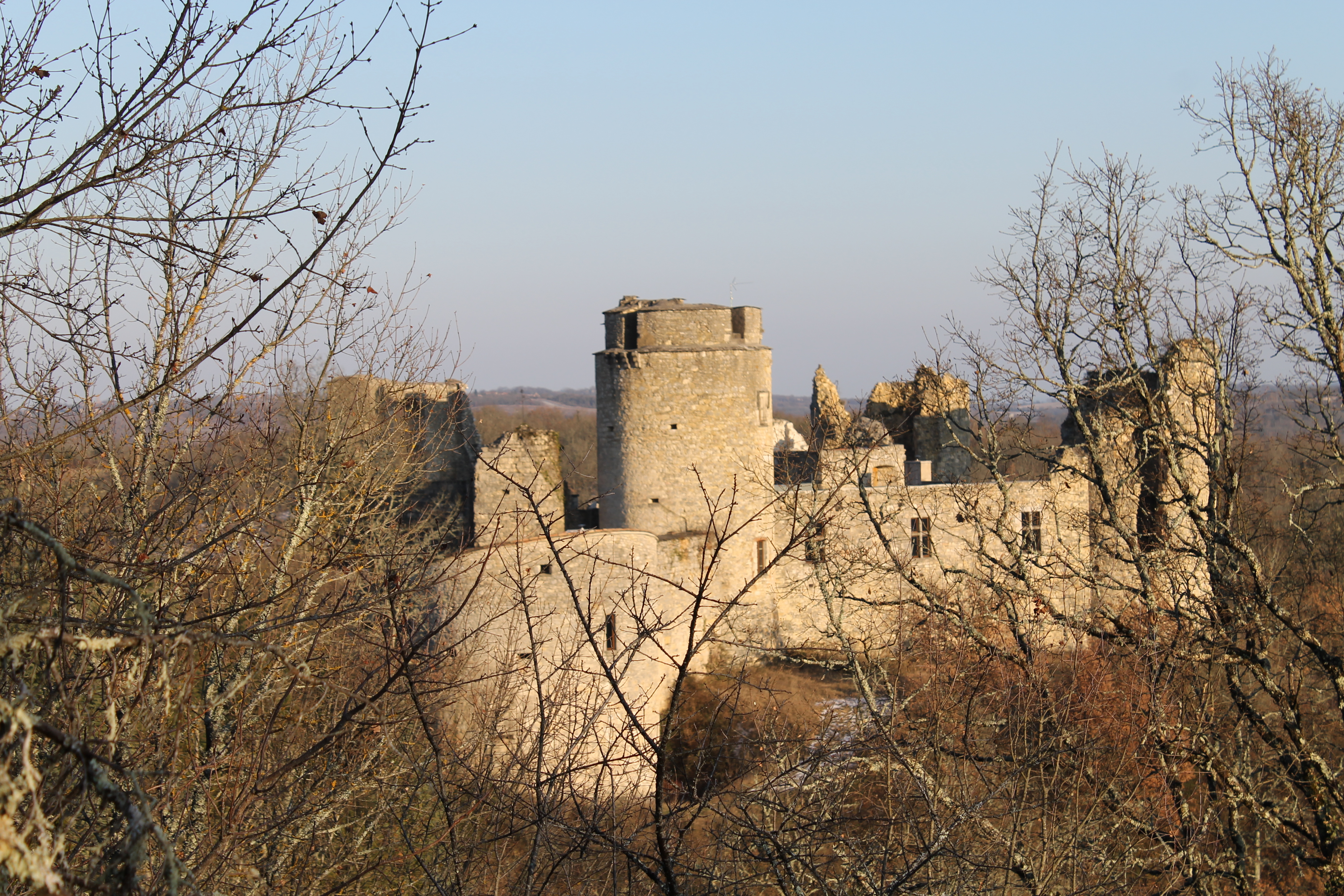
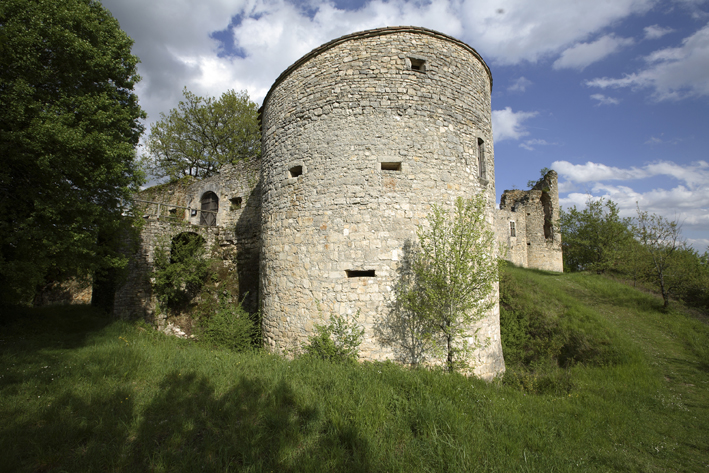

- Sur la  RD 820, côté ouest, le Manoir du Poète, dit aussi Maison des Oiseaux, est à l'entrée Nord de Cahors quand on sort de l'autoroute : c'est une très belle bâtisse de  40 pièces, 700 m2, sur 2 hectares, et qui offre une vue « imprenable » ! Elle fut le chef-d'œuvre de Désiré Janicot qui, selon son fils Alain, voulait en faire une maison de retraite pour les artistes mais resta vide pendant 20 ans[34].

### Personnalités liées à la commune
- Jean Louis Marcel Charles, dit « Jean-Charles », né le 12 février 1922 à Saint-Aulaye et mort 21 juin 2003 à Cahors, humoriste et écrivain français, y est enterré.